# (16373) 1981 ES5
A (16373) 1981 ES5 a Naprendszer kisbolygóövében található aszteroida. Schelte J. Bus fedezte fel 1981. március 7-én.